# Minh Đức, Tứ Kỳ
Minh Đức là một xã thuộc huyện Tứ Kỳ, tỉnh Hải Dương, Việt Nam.
Xã Minh Đức có diện tích 12,61 km², dân số năm 1999 là 11069 người, mật độ dân số đạt 878 người/km².
Minh Đức (đặt theo niên hiệu của Mạc Thái Tổ), Minh Đức hiểu theo chữ Hán nghĩa là "Đức trong sáng". Minh Đức là một xã được thành lập sau Cách mạng tháng Tám, thành lập trên cơ sở hợp 4 xã trong lịch sử là: xã Ức Tái (có 2 thôn: Cổ Pháp, Văn Sự), xã Cự Lộc, xã Vạn Tái (có 2 thôn: Thượng và Trúc Văn), xã Đoàn Xá (có 2 thôn: Phúc Lâm và Quàn). Đó là các tên gọi sang trọng theo từ Hán Việt, ảnh hưởng của văn hóa Hán và đạo Nho,...
Tuy nhiên, từ thời xa xưa, nhân dân các làng trong các xã vẫn gọi với các tên cổ dân dã mà gần gũi: Cổ Pháp (thôn Mép), Văn Sự (thôn Sự), Cự Lộc (thôn Rọc), Vạn Tải (thôn Thượng (tính từ phía Bắc xuống), còn gọi là thôn Vạn), Trúc Văn (thôn Nu, không phải Lu), Phúc Lâm (thôn Lâm), Đoàn Xá (Quàn).
Thời kì làm ăn tập thể sau giải phóng,... được gọi với các tên sau, gồm 4 Minh: Minh Hương (thôn Nu và thôn Vạn), Minh Hải (thôn Mép và thôn Sự), Minh Cường (thôn Lâm và thôn Quàn), Minh Lộc (thôn Rọc).